# Fitosociologia

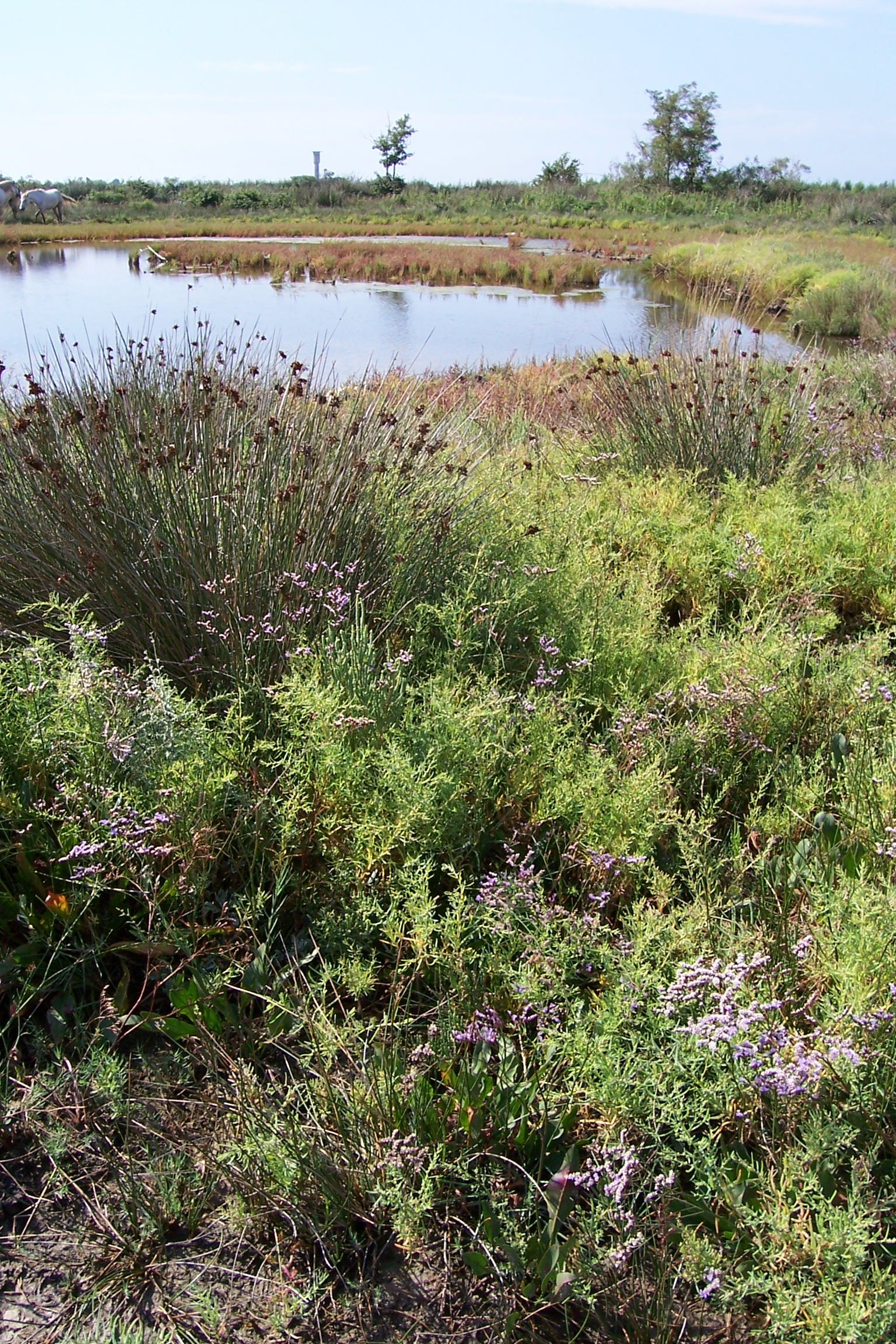
Vegetazione di area umida salmastra

La fitosociologia è una branca della fitogeografia, che studia le comunità vegetali e la loro relazione con l'ambiente. Ciò consente di creare degli indicatori di ambiente. Sono descritte a livello topografico e riconosciute in base alla combinazione di specie che vi si osservano. Oltre che sotto il profilo floristico, le comunità vegetali (fitocenosi) sono studiate anche sotto l'aspetto ecologico (sinecologia), dinamico (sindinamica) e in ordine alla loro distribuzione geografica (sincorologia).

## Descrizione
Sulla base del grado di somiglianza floristica, ecologica e dinamica è possibile inquadrare le diverse fitocenosi in un sistema gerarchico di unità, dette syntaxa, il cui grado di determinatezza ecologica aumenta dal livello di classe (la categoria più elevata e generica) a quello di associazione (la più bassa e particolare).
Usando come esempio i boschi mediterranei con Leccio (Quercus ilex), questi livelli gerarchici ed i relativi syntaxa sono:
- Classe (suffisso -etea): es. Quercetea ilicis
- Sottoclasse (suffisso "-enea"): es Quercenea ilicis
- Ordine (suffisso -etalia): es. Quercetalia ilicis
- Subordine (suffisso "-enalia"): es. Quercenalia ilicis
- Alleanza (suffisso -ion): es. Quercion ilicis
- Suballeanza (suffisso "-enion"): es. Quercenion ilicis
- Associazione (suffisso -etum): es. Viburno tini-Quercetum ilicis
- Subassociazione (suffisso -etosum): es. Viburno tini-Quercetum ilicis quercetosum suberis

L'associazione vegetale è l'unità fondamentale e di significato ecologico molto particolare del sistema di classificazione fitosociologica della vegetazione. Essa è stata definita, dal botanico svizzero Braun-Blanquet (che è da considerare il vero padre fondatore della fitosociologia), come: "un aggruppamento vegetale più o meno stabile ed in equilibrio con il mezzo ambiente, in cui certi elementi esclusivi o quasi  (specie caratteristiche di associazione) rivelano con la loro presenza un'ecologia particolare ed autonoma". Attualmente le associazioni vengono più facilmente identificate attraverso la cluster analysis applicata alla composizione floristica delle comunità vegetali.
In effetti, l'identificazione di un'associazione ha subito una certa evoluzione rispetto ai tempi di Braun-Blanquet, in cui i metodi matematici di classificazione avevano un uso piuttosto limitato, e oggi un'associazione si può definire come "l'insieme di popolamenti elementari di fitocenosi che presentano una combinazione floristica che si ripete in modo pressoché costante in ambienti ecologicamente simili". Un'associazione si distingue da un'altra per mezzo di specie differenziali o caratteristiche territoriali, la cui presenza esprime un ambiente diverso.
Associazioni floristicamente affini si riuniscono in alleanze, alleanze affini in ordini e ordini affini in classi. Questo procedimento è tipico delle classificazioni gerarchiche; la sintassonomia fitosociologica è una di queste e serve a sistemare, sulla base dei gradi di affinità floristica ed ecologica, l'elevatissimo numero di associazioni descritte. Nella vegetazione d'Italia vi sono circa 70 classi.
In Italia la fitosociologia fu diffusa subito dopo la seconda guerra mondiale dal Giacomini e dal Tomaselli. Allievo di Giacomini è stato Augusto Pirola.